# Vazelin
Vazelin (engl. vaseline, od njem. Wasser: voda + grč. : ulje) je trgovačko ime za polučvrstu, prozirnu, žutu ili bijelu smjesu tekućih i čvrstih ugljikovodika parafinskog reda (alkana) s 15 do 20 ugljikovih atoma u molekuli.

## Osobine i upotreba
Netopljiv je u vodi i acetonu, topljiv u benzenu, eteru i kloroformu. Dobiva se iz nekih frakcija vakuumske destilacije ostatka nakon atmosferske destilacije nafte (parafin). Kemijski je vrlo inertan i sličan mastima, ali veće čistoće, pa se primjenjuje u medicini i kozmetici. Koristi se u farmaciji i kozmetici kao podloga za ljekovite masti i kreme, zaštita kondoma, služi i kao zaštita metalnih dijelova od hrđe, za impregnaciju tkanina i kože i dr. Zapaljiv je.